# Alcistachys (Bulbophyllum)
Alcistachys es una sección del género Bulbophyllum perteneciente a la familia de las orquídeas.
Caracterizado por ser plantas robustas con 2 hojas, y los pseudobulbos a menudo deprimidos  de color amarillo a rojo brillante. El pedúnculo es robusto con grandes brácteas y llevan grandes flores que son de más de 1,5 cm  y tienen sépalos libres, un labio glabro, pubescente  o ciliado.

## Especies
1. Bulbophyllum bathieanum Schltr. 1916 Madagascar
2. Bulbophyllum hamelinii W.Watson 1893 Madagascar
3. Bulbophyllum occlusum Ridl. 1885 Madagascar
4. Bulbophyllum sulfureum Schlechter 1924 Madagascar